# Pierre Fatou
Pierre Joseph Louis Fatou (Lorient, 28 de febrero de 1878 - Pornichet, 10 de agosto de 1929) fue un matemático y astrónomo francés que trabajó en el campo de la dinámica compleja. 
Ingresó en la École Normale Supérieure de París en 1898 para estudiar matemáticas y se graduó en 1901. Tras graduarse obtuvo un puesto de astrónomo en el observatorio de París.
Fatou estudió procesos iterativos como {\displaystyle Z\to Z^{2}+c}, donde Z y c son números complejos. Se interesó en particular en el caso {\displaystyle Z_{0}=0}, que fue analizado a finales del siglo XX con el auxilio de ordenadores por Benoît Mandelbrot, quien generó la representación gráfica del comportamiento de esta serie para cada valor complejo c: lo que hoy se conoce como conjunto de Mandelbrot.

## Algunas publicaciones
- Fatou, P. (1906). «Séries trigonométriques et séries de Taylor». Acta Math 30: 335. JFM 37.0283.01. doi:10.1007/BF02418579.

- Fatou, P. (1919). «Sur les équations fonctionnelles, I». Bulletin de la Société Mathématique de France 47: 161-271. JFM 47.0921.02.; Fatou, P. (1920). «Sur les équations fonctionnelles, II». Bulletin de la Société Mathématique de France 48: 33-94. JFM 47.0921.02.; Fatou, P. (1920b). «Sur les équations fonctionnelles, III». Bulletin de la Société Mathématique de France 48: 208-314. JFM 47.0921.02.

- Fatou, P. (1923). «Sur les fonctions holomorphes et bornées à l'intérieur d'un cercle». Bull. Soc. Math. France 51: 191-202. JFM 49.0221.01.

- Fatou, P. (1926). «Sur l'itération des fonctions transcendantes entières». Acta Math 47 (4): 337-370. doi:10.1007/BF02559517.

- Fatou, P. (1928). «Sur le mouvement d'un système soumis à des forces à courte période». Bull. Soc. Math. France 56: 98-139. JFM 54.0834.01.